# Duabanga
Duabanga es un género con cinco especies de plantas con flores perteneciente a la familia Lythraceae. 
Es una planta siempreverde de tierras bajas de los árboles de la selva del sudeste asiático.
Duabanga fue incluido tradicionalmente en la familia  Sonneratiaceae, pero ahora se clasifica en su propia subfamilia  monotípico Duabangoideae de los Lythraceae.

## Especies
- Duabanga borneensis
- Duabanga grandiflora
- Duabanga moluccana
- Duabana sonneratioides
- Duabana taylorii